# 山形市立南小学校
山形市立南小学校（やまがたしりつ みなみしょうがっこう）は、山形県山形市にある公立小学校である。

## 概要
山形市南部にあり、近年新興住宅地として人口が増えている。学区は主に国道13号山形バイパス、国道112号、国道286号に囲まれたエリアとなっている。

## 沿革
- 1974年（昭和49年）4月1日 - 滝山小学校より、分離開校。
- 1975年（昭和50年）7月7日 - プール竣工。
- 1976年（昭和51年）11月7日 - 南小教育後援会結成。
- 1980年（昭和55年）3月1日 - 観察用池完成
- 1983年（昭和58年）3月31日 - 自転車置き場新築。
- 1984年（昭和59年）
  - 6月27日 - 新プール完成。
  - 10月21日 - 創立10周年記念式典挙行。
- 1986年（昭和61年）9月30日 - グランド全面改修。
- 1991年（平成3年）
  - 3月31日 - 桜田小学校が分離開校。
  - 4月1日 - わかたけ学級創設。
- 1992年（平成4年）
  - 5月15日 - 通学路鳥居橋完成。
  - 9月12日 - 学校週5日制実施。
- 1994年（平成6年）
  - 4月28日 - 屋外バックネット完成。
  - 8月31日 - 暖房大規模改修工事。
  - 10月30日 - 創立20周年記念式典挙行し、祝賀会開催。
- 1996年（平成8年）4月1日 - 情緒障害学級開設。
- 1999年（平成11年）
  - 3月31日 - 職員トイレ・児童トイレ改修。
  - 9月27日 - 本校舎外壁工事。
- 2000年（平成12年）3月1日 - インターネット設備完成。
- 2001年（平成13年）2月8日 - 校舎外壁改修工事。
- 2002年（平成14年）6月27日 - 職員室冷暖房設備設置。
- 2003年（平成15年）3月13日 - わかたけ学級1組・2組新教室完成。
- 2005年（平成17年）9月21日 - 南小スクールガード発足。
- 2008年（平成20年）
  - 8月18日 - 体育館床・壁面補修工事。
  - 10月3日 - 校内LAN工事。
- 2009年（平成21年）9月15日 - 校舎耐震補強1期工事（北・新校舎）。
- 2010年（平成22年）5月23日 - 校舎耐震補強2期工事開始（本校舎）。
- 2012年（平成24年）8月27日 - 体育館耐震化工事完了。
- 2013年（平成25年）9月3日 - 体育館ステージ幕交換。
- 2014年（平成26年）5月26日 - 創立40周年記念式典挙行。
- 2016年（平成28年）4月1日 - わかたけ学級3組創設。
- 2017年（平成29年）3月3日 - トイレ改修工事完了。

## 学区
出典
- 青田1丁目
- 青田2丁目
- 青田3丁目
- 青田4丁目
- 青田5丁目
- 青田南（1番〜21番・22番5号〜22番39号）
- 旭が丘
- 荒楯町1丁目
- 荒楯町2丁目
- 寿町（13番〜20番）
- 鳥居ケ丘
- 南栄町1丁目
- 南栄町2丁目
- 南栄町3丁目
- 松見町
- 南一番町
- 南二番町
- 南三番町
- 南四番町

## 進学先中学校
出典
- 第六中学校 - 下記第十中学校の通学区域を除く地域から通う児童の進学先
- 第十中学校 - 南栄町・南一番町・南二番町・南三番町・南四番町から通う児童の進学先

## 周辺
- 若松公園
- 学校法人南風学園認定こども園あおぞら幼稚園 - 進学前幼稚園のひとつ
- 国道13号
- マイ英語スクール（英会話教室）
- 東青田公民館
- 竜山川

## アクセス
- 山交バス「東青田1丁目」バス停から、徒歩約800m・約12分。